# Cuscarawaoc
Cuscarawaoc /= place of making white beads/, pleme američkih Indijanaca porodice Algonquian naseljeno 1608 na gornjem toku Nanticoke u Marylandu i Delawareu. Prvi puta spominje ih John Smith, a populacija im je iznosila oko 800 (1608). Heckewelder i Swanton vode ih kao ogranak Nanticoka.

## Vanjske poveznice
- C- Delaware Indian Villages, Towns and Settlements